# Cyornis turcosus
El papamoscas malayo (Cyornis turcosus) es una especie de ave paseriforme de la familia Muscicapidae propia de Sumatra, Borneo y la península malaya.

## Distribución y hábitat
Se encuentra en las islas de Sumatra y Borneo, y el sur de la península malaya. Su hábitat natural son los bosques húmedos tropicales.